# Kepler-23
Kepler-23, även känd som KOI-168, är en ensam stjärna i mellersta delen av stjärnbilden Svanen, inom synfältet för Keplerteleskopet. Den har en skenbar magnitud av ca 13,55 och kräver ett kraftfullt teleskop för att kunna observeras. Baserat på parallax enligt Gaia Data Release 3 på ca 1,14 mas beräknas den befinna sig på ett avstånd av ca 2 860 ljusår (ca 878 parsec) från solen. Den rör sig närmare solen med en heliocentrisk radialhastighet av ca -27 km/s. Stjärnan liknar solen ifråga om massa och temperatur, men har större radie och är mera ljusstark.

## Egenskaper
Kepler-23 är en gul till vit stjärna i huvudserien av spektralklass G2 V. Den har en massa av ca 1,08 solmassa, en radie av ca 1,55 solradie och utsänder energi från dess fotosfär motsvarande ca 2,3 gånger solen vid en effektiv temperatur av ca 5 800 K.

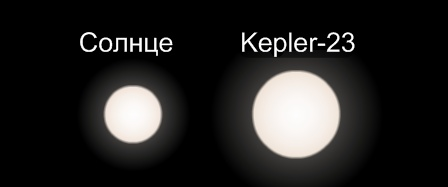
Kepler-23 jämförd med solen

## Planetsystem
Tre transiterande exoplaneter kretsar kring Kepler-23, upptäckta med Keplerteleskopet. Två planeter, Kepler-23 b och Kepler-23 c, upptäcktes 2011 och bekräftades 2012. En tredje planet, Kepler-23 d, bekräftades 2014 som en del av en studie som validerade hundratals Keplerkandidater. Alla tre planeterna ligger mellan jorden och Neptunus i storlek (sub-Neptunes), och deras massa har mätts genom transittidsvariationer, vilka visar att de har lägre densitet än jorden.
| Planet | Massa              | Halv storaxel (AE) | Siderisk omloppstid (d) | Excentricitet      | Inklination | Radie            |
| ------ | ------------------ | ------------------ | ----------------------- | ------------------ | ----------- | ---------------- |
| b      | 2,56 +0,43−0,40 M🜨 | 0,075              | 7,106995                | 0,017 +0,019−0,014 | -           | 1,638 ± 0,047 R🜨 |
| c      | 7,81 +1,32−1,20 M🜨 | 0,099              | 10,742434               | 0,021 +0,009−0,014 | -           | 3,05 ± 0,074 R🜨  |
| d      | 4,44 +1,30−1,21 M🜨 | 0,124              | 15,27429                | 0,010 +0,014−0,008 | -           | 2,206 ± 0,057 R🜨 |